# Aurelio (zone suburbaine de Rome)
Pour les articles homonymes, voir Aurelio.

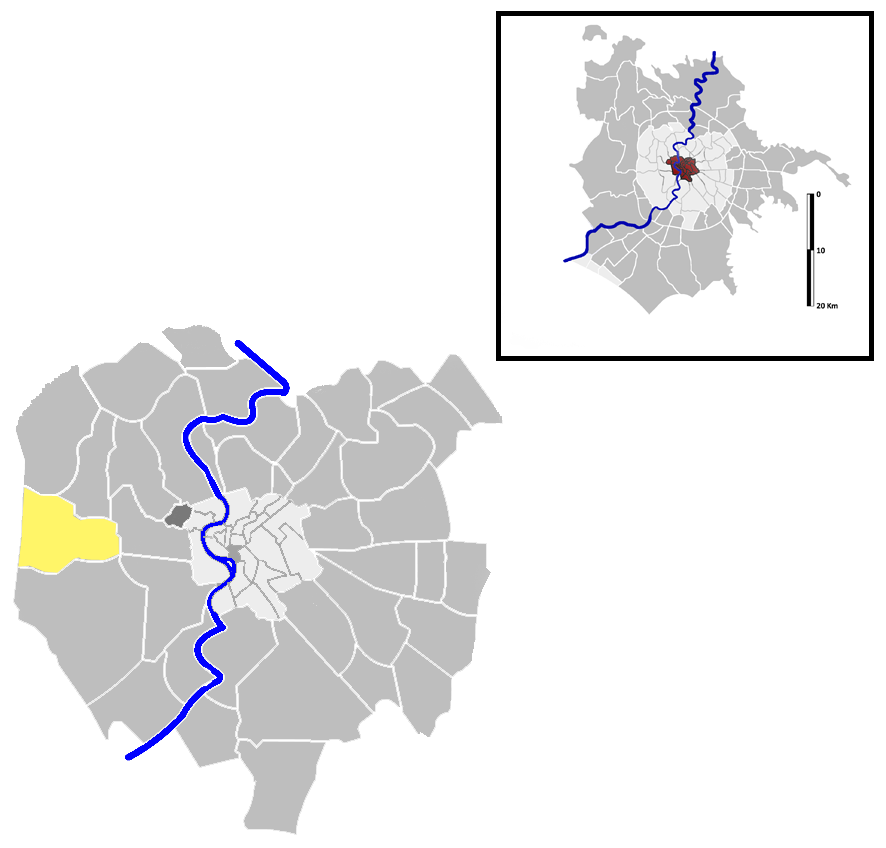
Localisation de la zone suburbaine d'Aurelio sur la carte administrative de Rome.

Aurelio est une suburbi (zone suburbaine) située à l'ouest de Rome en Italie prenant son nom du quartier Aurelio. Elle est désignée dans la nomenclature administrative par S.IX et fait partie des Municipio XVIII. Sa population est de 36 263 habitants répartis sur une superficie de 8,34 km2.

## Lieux particuliers
- Église Santa Maria Janua Coeli
- Église Nostra Signora di Guadalupe e San Filippo